# بيجو 4007
بيجو 4007 هي كروس أوفر من صناعة بيجو أنتجت في عام 2007 وتوقف إنتاجها في عام 2012.

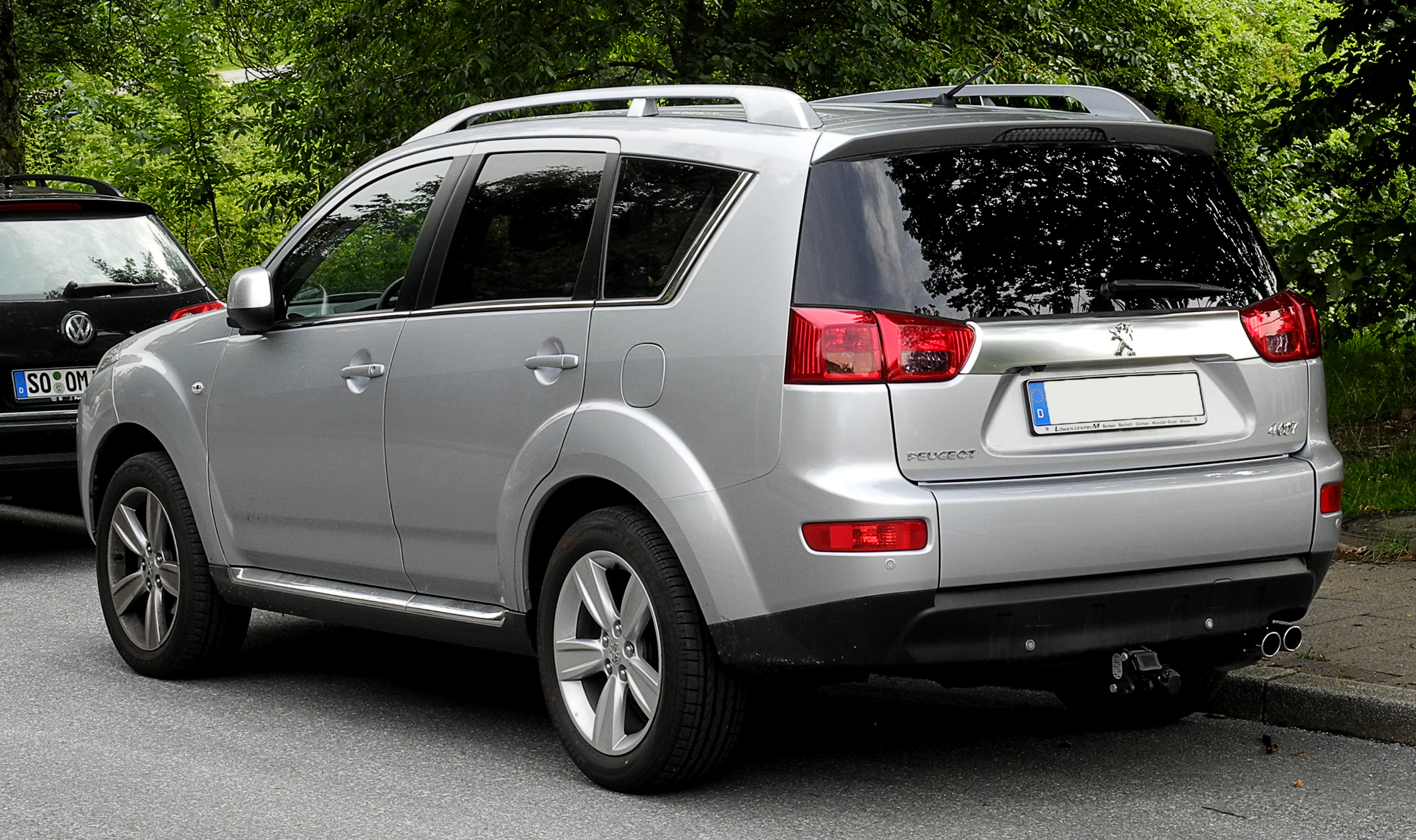
السيارة من الخلف

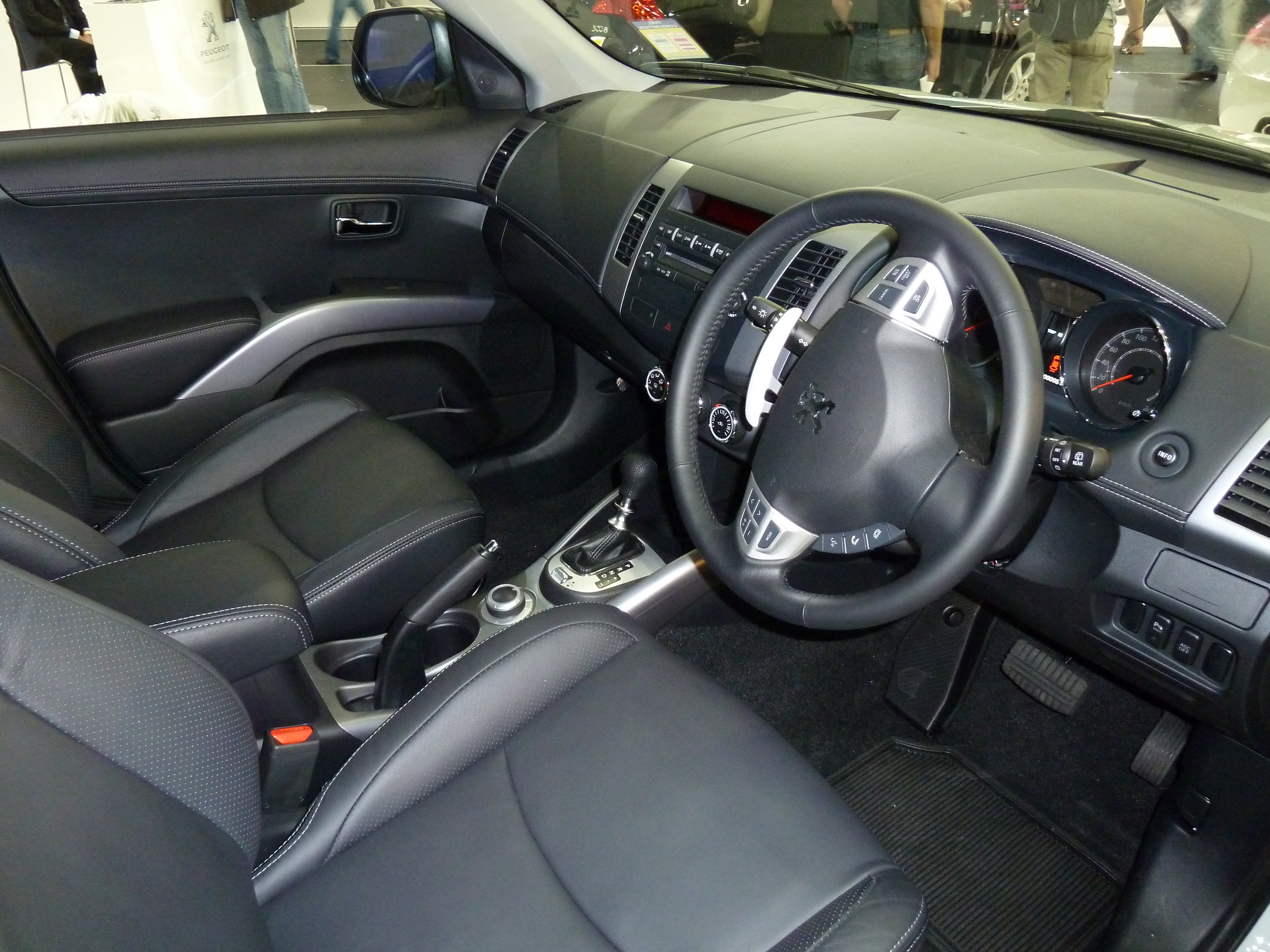
داخل السيارة

## وصلات خارجية
- الموقع الرسمي